# Agathia gemma
Agathia gemma är en fjärilsart som beskrevs av Swinhoe 1892. Agathia gemma ingår i släktet Agathia och familjen mätare. Inga underarter finns listade i Catalogue of Life.